# Między nami
Między nami – album studyjny Jacka Kaczmarskiego wydany w 1998 roku przez Pomaton EMI. Program składa się z utworów w większości napisanych w Australii, a jednocześnie jest jednym z niewielu eksperymentów muzycznych w dorobku artysty – piosenki zostały zaaranżowane na zespół muzyczny przez Janusza Strobla. Płyta została nagrana w warszawskim Studio HARD w marcu 1998 roku.

Program „Między nami” jest programem o sytuacji „pomiędzy”: pomiędzy szczęściem a rozpaczą, pomiędzy ładem a chaosem, między absurdem codzienności a szukaniem ładu i sensu, pomiędzy narodzinami a śmiercią, między mężczyzną a kobietą, między człowiekiem a nim samym. Jest to 17 utworów napisanych w większości w Australii, w ciągu ostatnich 10 miesięcy.

## Wykonawcy[1]
Słowa i muzyka: Jacek Kaczmarski

Aranżacje: Janusz Strobel

| Jacek Kaczmarski    | śpiew             |
| Janusz Strobel      | gitary            |
| Piotr Biskupski     | perkusja          |
| Mariusz Bogdanowicz | kontrabas         |
| Zbigniew Jaremko    | saksofon, klarnet |
| Andrzej Jagodziński | akordeon          |
| Jacek Urbaniak      | rożek angielski   |
| Marzena Jaremko     | obój              |

## Lista utworów[1]
1. „Motywacja” (02:46)
2. „Lament Tytana” (02:38)
3. „O krok...” (01:57)
4. „Przyczynek do legendy o św. Jerzym (Beacie Biegańskiej)” (02:24)
5. „Źródło wszelkiego zła” (02:57)
6. „Postmodernizm” (02:07)
7. „Pytania retoryczne” (02:54)
8. „Wyschnięte strumienie” (01:48)
9. „Weterani” (02:27)
10. „Pożegnanie Okudżawy” (04:14)
11. „Zegar” (02:18)
12. „Pochwała człowieka” (02:41)
13. „Autoportret z psem” (02:01)
14. „Dęby (Dziadkom – Felicji i Stanisławowi Trojanowskim)” (02:10)
15. „Rytmy” (03:42)
16. „Między nami” (04:35)
17. „Przechadzka z Orfeuszem” (04:02)

## Wydania[1]
- 1998 – Pomaton EMI (kaseta, CD, nr kat. 7243 4 95349 4 0)
- 2002 – Płyta wydana w albumie dwupłytowym (wraz z Pochwałą łotrostwa) przez Pomaton EMI (CD, nr kat. 5417442)
- 2004 – Album włączony do Syna marnotrawnego – zestawu 22 płyt wydanego przez Pomaton EMI.
- 2007 – Włączony do Arki Noego – zestawu 37 płyt wydanego przez Pomaton EMI.